# 六分儀座7
六分儀座7，又名BD+03 2280，HD 85504、SAO 117959、HR 3906，是六分儀座的一颗恒星，视星等为6.02，位于銀經234.98，銀緯40.57，其B1900.0坐标为赤經9h 47m 2.6s，赤緯+2° 40.57′ 14″。